# 위대한 산티니
위대한 산티니(The Great Santini)는 미국에서 제작된 루이스 존 칼리노 감독의 1979년 드라마 영화이다. 로버트 듀발 등이 주연으로 출연하였고 찰스 A. 프랏 등이 제작에 참여하였다.

## 출연

### 주연
- 로버트 듀발
- 블리드 대너

### 조연
- 마이클 오키프
- 리사 제인 퍼스키
- 줄리 앤 해독
- 브라이언 앤드류즈
- 스탠 쇼
- 테레사 메릿

## 제작진
- 원작자: 팻 콘로이
- 미술: 잭 포플린